# Xenofrea enriquezae
Xenofrea enriquezae là một loài bọ cánh cứng trong họ Cerambycidae.